# KiF (album)
KiF är ett musikalbum av gitarristen David Fiuczynski och cellisten Rufus Cappadocia och är från 2003.

## Låtlista
1. "Mektoub" – 8:12
2. "Phrygianade" – 5:54
3. "Chinese GoGo" – 6:33
4. "Prayer For My Father" – 5:52
5. "Roxy Migraine" – 5:10
6. "Purple Vishnu" – 4:46
7. "SlapBow" – 6:40
8. "Gaida" – 8:24
9. "Vsmachte" – 4:38
10. "Lullaby for Che" – 5:17

## Medverkande
- David Fiuczynski — gitarr
- Rufus Cappadocia — cello
- Matt Darriau — rör
- Lian Amber — sång
- Daniel Sadownick — percussion
- Tobias Ralph — trummor
- Gene Lake — trummor
- Matte Henderson — programmering